# Kleinostheim
Kleinostheim è un comune tedesco di 8 257 abitanti, situato nel land della Baviera.